# José Luis Espinel
José Luis Espinel (29 de febrero de 1976) es un árbitro de fútbol retirado.

## Trayectoria
En su carrera como árbitro logró arbitrar en el sudamericano sub-20 de 2011. El 18 de enero de 2020 recibió una placa por parte de  Asociación Ecuatoriana de Árbitros de Fútbol, previo al encuentro de la noche amarilla, donde anunció su retiro.